# Nicolai (EP)
Nicolai är Nicolai Dungers första EP-skiva, utgiven 1991 på Hit It Productions. Skivan släpptes endast på vinyl och innehåller fyra spår.

## Låtlista
Alla låtar är skrivna av Nicolai Dunger.

### A-sidan
1. "Once Upon Time"
2. "Song to the World"

### B-sidan
1. "Noway"
2. "Ain't She Lovely"